# Johan Magnus Blomqvist
Johan Magnus Blomqvist (tidigare Nilsson), född 12 september 1809 i Tutaryds socken, Kronobergs län, död 24 juni 1874 i Virestads socken, Kronobergs län, var kantor och bygdeorgelbyggare. 
Han byggde under åren 1839–1870 omkring 15 orglar, de flesta till kyrkor i Växjö stift men även till sådana i Lunds och Göteborgs stift. Under 1860-talet samarbetade han med orgelbyggare Carl Johannes Carlsson. Inga av Blomqvists verk har bevarats.

## Biografi
Blomqvist föddes 12 september 1809 på Gnustorps dragontorp i Tutaryds socken, Kronobergs län. Han var son till dragonen Nils Quart och Lisa Johansdotter. 1822 flyttade familjen till Fallnaveke Nannagård i Berga socken. De flyttade tillbaka 1824 till Gnustorp. På Gnustorp bor Blomqvist fram till år 1828 då han flyttade tillsammans med sin bror Jonas Gustaf till Karlshamn. 
Där blev han lärling och senare gesäll hos snickaren Mathias Östergren på nummer 253 i kvarteret Afrika. Han antar namnet Blomqvist någon gång mellan 1831 och 1834.
Han blev 1834 snickargesäll hos orgelbyggaren Johan Petter Åberg i Vassmolösa, Ljungby socken. 1836 blev han orgelbyggarelev och flyttade till Hulta i Linneryd. Samma år blev brodern Jonas Gustaf Blomqvist svarvarlärling hos honom. Blomqvist gifte sig 25 november 1837 med Andrietta Charlotta Bäckström. 1839 flyttade familjen och lärlingens familjen till Flålycke i samma socken. Där får Blomqvist sitt första barn Lisa Maria (född 1840). Blomqvist flyttade med familjen 1841 till Hoshult norrgård i Virestads socken och han började då att arbeta som självständig orgelbyggare. Blomqvist avled 24 juni 1874 av hjärtslag.

## Orgelbyggen
| År              | Ursprunglig kyrka    | Stift    | Bild | Manualer | Pedal | Stämmor | Bevarad orgel/fasad | Övrigt |
| --------------- | -------------------- | -------- | ---- | -------- | ----- | ------- | ------------------- | --- |
| 1838 eller 1839 | Bergs kyrka          | Växjö    |      |          |       | 12      | Ja/Ja               | En ny orgel byggdes 1945 av A Mårtenssons Orgelfabrik AB, Lund. Stora delar av Blomqvists orgel finns magasinerad i kyrkan.                                                           |
| 1839            | Linneryds kyrka      |          |      |          |       |         |                     | |
| 1842            | Angelstads kyrka     | Växjö    |      |          |       | 11      | Nej/Nej             | En ny orgel byggdes 1914 av Emil Wirell. |
| 1843–1844       | Väckelsångs kyrka    |          |      |          |       |         |                     | |
| 1848            | Nosaby kyrka         | Lunds    |      |          |       | 10      | Nej/Nej             | En ny orgel byggdes 1875 av Knud Olsen, Köpenhamn. Blomqvists orgel flyttades 1872 till Finja kyrka. En ny orgel byggdes i Finja kyrka 1924 av Olof Hammarberg, Göteborg.             |
| 1850            | Nymö kyrka           | Lunds    |      |          |       | 6       | Nej/?               | En ny orgel byggdes 1907 av Johannes Magnusson, Göteborg. |
| 1851            | Gustav Adolfs kyrka  | Lunds    |      |          |       | 6       | Nej/Nej             | En ny orgel byggdes 1902 av Åkerman & Lund, Stockholm. |
| 1854            | Pjätteryds kyrka     | Växjö    |      |          |       | 18      | Nej/Ja              | En ny orgel byggdes 1932 av A Mårtenssons Orgelfabrik AB, Lund. |
| 1856            | Lyby kyrka           | Lunds    |      |          |       | 10      | Nej/Ja              | En ny orgel byggdes 1912 av Eskil Lundén, Göteborg. |
| 1857            | Gumlösa kyrka        | Lunds    |      |          |       | 8 1⁄2   | Nej/Nej             | Orgeln förstördes i en eldsvåda 1904. |
| 1857            | Önnestads kyrka      | Lunds    |      |          |       | 17      | Nej/Nej             | En ny orgel byggdes 1908 av Gebrüder Rieger, Jägerndorf, Österrike. |
| 1862            | Tutaryds kyrka       | Växjö    |      |          |       | 9       | Nej/Nej             | En ny orgel byggdes 1944 av John Grönvall Orgelbyggeri, Lilla Edet. |
| 1863            | Traryds kyrka        | Växjö    |      |          |       | 13      | Nej/Ja              | En ny orgel byggdes 1916 av Eskil Lundén, Göteborg. |
| 1867            | Drängsereds kyrka    | Göteborg |      |          |       | 9       | Nej/Ja              | Orgeln byggdes tillsammans med Carl Johannes Carlsson. Orgeln byggdes om 1936 av Bo Wedrup, Uppsala till 13 stämmor. En ny orgel byggdes 1970 av Tostareds Kyrkorgelfabrik, Tostared. |
| 1869            | Bäckseda kyrka       |          |      |          |       |         |                     | Byggdes tillsammans med Carl Johannes Carlsson. |
| 1870            | Krogsereds kyrka     |          |      |          |       |         |                     | Byggdes tillsammans med Carl Johannes Carlsson. |
| 1867 eller 1870 | Trolle-Ljungby kyrka | Lunds    |      |          |       | 9       | Nej/Nej             | En ny orgel byggdes 1942 av A Mårtenssons Orgelfabrik AB, Lund. Uppsättning av ett äldre verk.                                                                                        |

### Ombyggnationer och reparationer
| År              | Ursprunglig kyrka | Stift | Bild | Manualer | Pedal | Stämmor | Bevarad orgel/fasad | Övrigt |
| --------------- | ----------------- | ----- | ---- | -------- | ----- | ------- | ------------------- | --- |
| 1855 eller 1856 | Nöttja kyrka      | Växjö |      |          |       | 5 1⁄2   | Nej/Ja              | En orgel flyttades 1855 till Nöjtta kyrka av Blomqvist. Orgeln stod tidigare i Vrå kyrka. 1932 såldes den till Söndrums prästgård och senare till Brämhults kyrka. |

## Medarbetare
- Jonas Gustaf Blomqvist (född 1812). Han var 1836–1841 svarvarlärling och 1842–1864 orgelbyggarelev hos Blomqvist.[14][15][16][17]
- Sven Andersson Löfqvist (född 1824). Han var 1854–1857 snickare hos Blomqvist.[15][16]